# Hopf-bifurcatie

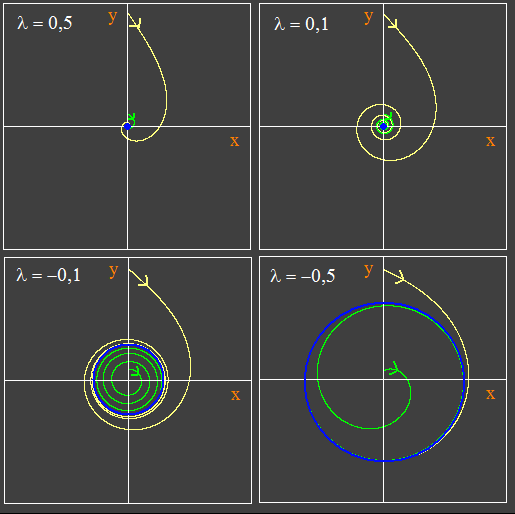
Ontstaan van een limietcykel (blauw) in een Hopf-bifurcatie. Geel en groen: twee oplossingen vanuit steeds hetzelfde beginpunt

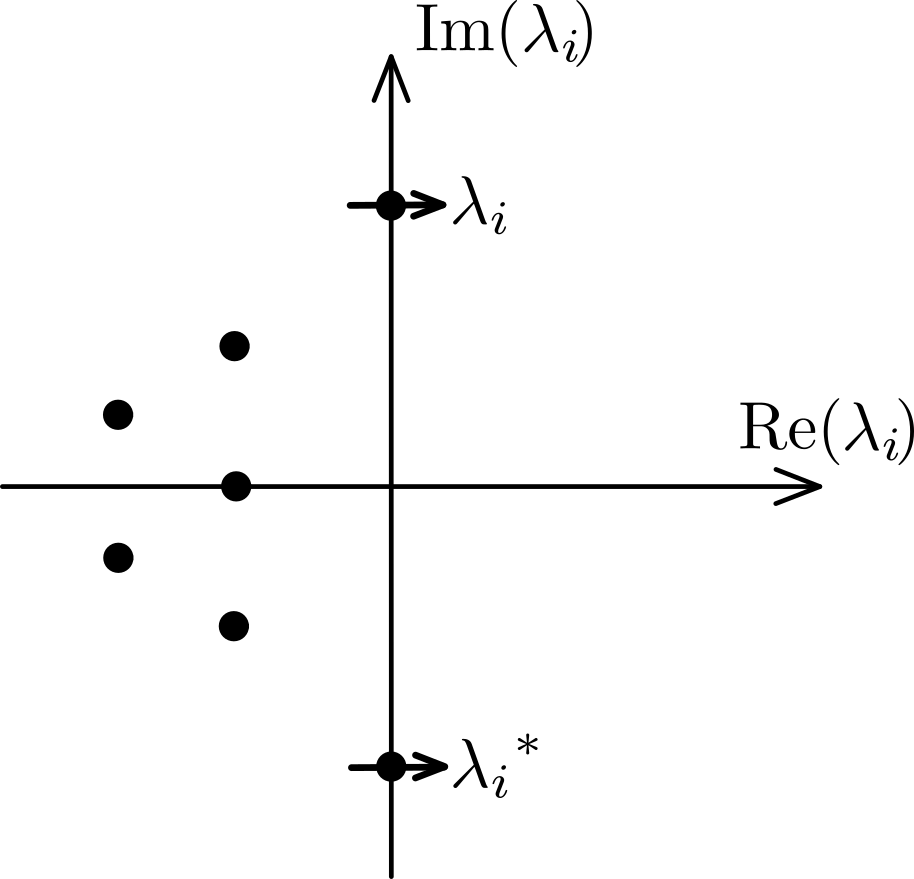
Hopf-bifurcatie,

De Hopf-bifurcatie of Andronov-Hopf-bifurcatie is onderdeel van de bifurcatietheorie. Ze beschrijft hoe in een systeem een stabiele stationaire oplossing  (evenwichtspunt) overgaat in een stabiele oscillatie. De oplossing oscillatie ontstaat altijd rond het evenwichtspunt. Het evenwichtspunt zelf verdwijnt niet maar wordt wel instabiel.
Het gedrag van de Hopf-bifurcatie wordt beschreven met de normaalvorm:

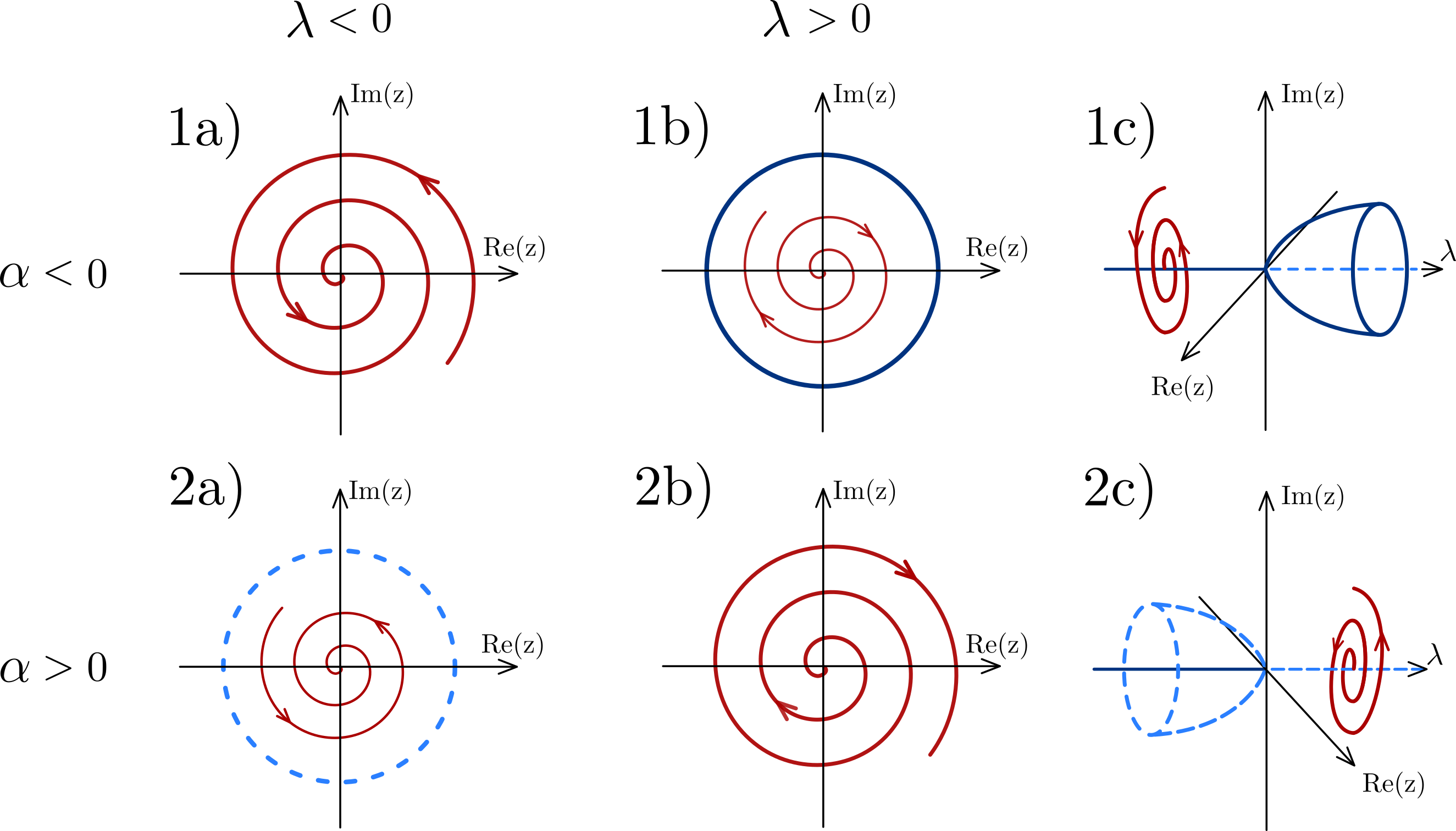
Hopf-bifurcatie 1: superkritisch, 2: subkritisch.

{\displaystyle {\frac {\mathrm {d} x}{\mathrm {d} t}}=y+p(\lambda -(x^{2}+y^{2}))x}
{\displaystyle {\frac {\mathrm {d} y}{\mathrm {d} t}}=-x+p(\lambda -(x^{2}+y^{2}))y}
Voor {\displaystyle p=1} is de Hopf-bifurcatie superkritisch. Voor {\displaystyle \lambda <0} heeft het systeem dan één stabiel evenwichtspunt bij {\displaystyle x=0}. Vanuit elke begintoestand zal het systeem naar dit evenwicht convergeren. Voor {\displaystyle \lambda >0} wordt dit evenwichtspunt onstabiel. Tegelijkertijd ontstaat er een stabiele periodische oplossing op een cirkel met straal {\displaystyle {\sqrt {\lambda }}}. Nu zal het systeem vanuit elke begintoestand naar deze oplossing convergeren: het systeem oscilleert. Deze bifurcatie vindt weer plaats bij {\displaystyle \lambda =0}.
Net als de hooivorkbifurcatie heeft ook de Hopf-bifurcatie een subkritische vorm voor {\displaystyle p=-1}. De stabiliteit is dan omgekeerd. Er ontstaat dus wel een periodieke oplossing, maar die is niet stabiel.
Bij de (supercritische) Hopf-bifurcatie verandert dus een evenwichtspunt in een periodische oplossing. Dit betekent dat het systeem gaat oscilleren. De periodische oplossing noemt men een limietcykel. Voor de bifurcatie convergeert het systeem vanuit elke begintoestand naar het evenwichtspunt. Na de bifurcatie convergeert het (zowel van binnen- als van buiten de cirkel) naar de limietcyclus. Alleen vanuit het centrum zelf loopt geen oplossing naar de cyclus. Maar de kleinste verstoring is voldoende om het systeem te laten oscilleren.
Een voorbeeld van een (superkritische) Hopf-bifurcatie is de opwindbare slingerklok. Als de veer ontspannen is hangt de slinger stil in het midden. Dit is ook mogelijk wanneer de veer is opgewonden, maar de kleinste verstoring is dan voldoende om de klok te laten tikken. (Vrijwel) alle oscillaties kunnen ontstaan door een Hopf-bifurcatie. Andere voorbeelden zijn: een kloppend hart en een draaikolk in een rivier.
Bijzonder is onder andere dat in de buurt van de bifurcatie de amplitude van de oscillatie zeer klein wordt.